# Merényi József
Merényi József (Rákospalota, 1928. április 19. – Budapest, 2018. január 28.) főiskolai világbajnok magyar gyorskorcsolyázó, olimpikon.

## Pályafutása
1945 és 1949 között a BKE, 1949-50-ben a NIM, 1950 és 1954 között a Bp. Honvéd, 1954 és 1958 között a Vörös Lobogó / MTK gyorskorcsolyázója volt. 1949 és 1957 között a magyar válogatott keret tagja volt.
Az 1949-es csehszlovákiai főiskolai világbajnokságon Špindlerův Mlýnben négy számban lett világbajnok. Részt vett az 1952-es oslói olimpián.
1957-től a magyar gyorskorcsolya válogatottnál volt edző. 1965-ben gyorskorcsolya szakedzői diplomát szerzett a Testnevelési Főiskolán.

## Sikerei, díjai
- Főiskolai világbajnokság:
  - aranyérmes (4): 1949 (500 m, 1500 m, 5000 m, összetett)
- Magyar bajnokság
  - bajnok: 1950, 1951, 1952, 1953, 1955, 1956